# Kandy Ho
Frank Diaz Jr. (24 de septiembre de 1987), más conocido por el nombre artístico Kandy Ho, es una drag queen y personalidad televisiva puertorriqueña.

## Carrera
Originaria de Cayey, Puerto Rico, saltó a la fama en la séptima temporada de RuPaul's Drag Race en 2015, y luego compitió en la segunda temporada de la versión chilena de Drag Race, The Switch Drag Race, en 2018, donde representó a Puerto Rico. Durante su paso por la séptima temporada, Michelle Visage la criticó notablemente por su contorno de maquillaje, alegando que parecía haber pintado una barba, y la reacción de Visage de mover el dedo y decir "no" se convirtió en un GIF popular.
En 2019, Vulture la clasificó como una de las drag queens más poderosas de Estados Unidos.

## Vida personal
Díaz también vivió en Connecticut cuando era niño hasta los diez años.